# Aiolocolax
Aiolocolax, monotipski rod crvenih algi smješten u tribus Streblocladieae, dio porodice Rhodomelaceae. Jedina je vrsta morska parazitska alga A. pulchellus.